# Douglas McWhirter
Douglas McWhirter est un footballeur anglais né le 13 août 1886 à Erith et mort le 14 octobre 1966 à Plumstead. Il évoluait au poste de défenseur.

## Biographie
En 1911, il joue avec les amateurs du Bromley, avant de rejoindre en mars 1912 le Leicester City, un club professionnel évoluant en Division Two, la deuxième division de l’époque. Il fait ses débuts avec sa nouvelle équipe le 30 mars 1912 lors d'une victoire 3-0 contre Bradford City. Il termine sa première saison avec les Foxes en ayant disputé 4 matchs sans marquer de buts, et il est reconduit dans l’équipe pour la saison suivante, durant laquelle il joue 32 matchs et marque 2 buts, le 15 février 1913 lors d’une victoire 1-0 à domicile contre Grimsby Town, puis le 15 mars de la même année dans une autre victoire 3-0 contre Bradford. Lors de sa troisième saison, il dispute 24 autres rencontres sans marquer de but.
Il représente l'Angleterre amateur et également l'équipe de Grande-Bretagne, avec laquelle il remporte une médaille d'or olympique aux Jeux de 1912 en Suède. Il participe uniquement à la finale, remportée 4-2 contre le Danemark.

## Palmarès
Grande-Bretagne
- Jeux olympiques (1) :
  -  Or : 1912.